# Mk.VII騎兵巡航坦克
Mk.VII騎兵巡航坦克（A24）（英語：Tank, Cruiser, Mk VII Cavalier (A24)），是一款英國于第二次世界大戰中使用的巡航坦克。其定位是克倫威爾坦克入役前的過渡設計。它的前輩是A15十字軍坦克，后來被A27克倫威爾坦克取代。一共生產了500輛。

## 歷史
在1940年，陸軍認為需要一款新型的重型巡航坦克，這款坦克要能夠安裝6磅炮，前裝甲在64-75mm左右，擁有安裝在60英寸炮塔座圈上的炮塔，重量不超過24噸，并且比盟約者坦克和十字軍坦克更加可靠。
一共有三家公司參與競標，沃克斯豪爾設計出了A23，它是丘吉爾坦克的切弱版。納菲爾德機械化與航空有限公司提出一種基于先前生產的十字軍坦克的設計方案。它安裝了一臺自由L-12引擎，改進型克里斯蒂懸掛。伯明翰鐵路運輸和貨車公司的設計同樣基于十字軍坦克，但是履帶和懸掛系統與十字軍坦克不同。
在1941年1月17日，最終，在沒有原型車而且未經過測試的情況下，當局就決定生產500輛納菲爾德公司設計的A24坦克。在1月29日，訂購了6輛原型車。因為生產要求在1942年春以前展開，因此幾乎沒有時間改進設計。
第一輛騎兵巡航坦克在1942年1月完成。但是，它卻被發現并不是一款令人滿意的設計。它沒有滿足指標，因為嚴重超重（26,981kg，超出了指標接近3噸），使得它表現糟糕，引擎壽命也因為超重而變短。同時，還會經常出現故障。
它們中大部分用于訓練，但是有一部分被改造為炮兵觀察車并投入了實戰。總參謀部最初把A24，A27L，A27M分別命名為克倫威爾I，克倫威爾II，克倫威爾III。但是為了避免混淆，將A24改名為“騎兵”，將A27L改名為“人馬座”，A27M則被稱作“克倫威爾”。

## 設計/構造
其主要武器是一門回旋式6磅炮，在當時可以算是一門強力的反坦克炮，儘管缺乏高爆彈的供應。輔助武器是兩挺貝莎機槍，一挺安裝在炮塔上作為同軸機槍，一挺安裝在車體中。貝莎機槍儘管對于坦克來說有些笨重，而且需要在安裝部位開一個較大的孔，但是，這並不影響它成爲一種精準而可靠的武器。懸掛系統采用改進過的克里斯蒂懸掛，引擎是一臺自由L-12引擎。

## 生產與服役
因為克倫威爾坦克的入役，這種最初就被定位為過渡設計的坦克僅生產了少量，并用于訓練直到大戰結束。有一部分被改裝成了炮兵觀察車，并投入了歐洲戰場。還有一部分被改造成了裝甲搶修車。至少12輛騎兵巡航坦克在1945年被提供給法國，并由第十四步兵師的第12龍騎兵團接收。

## 衍生型號

### 裝甲搶修車
有一些騎兵巡航坦克的炮塔被移除，安裝配有絞盤和可拆卸的A型架吊臂，當作裝甲搶修車來使用

### 炮兵觀察車
作為炮兵觀察車來使用，6磅炮被換成一根桿子。

## 外部連結
- World War II Vehicles